# Institut Menorquí d'Estudis

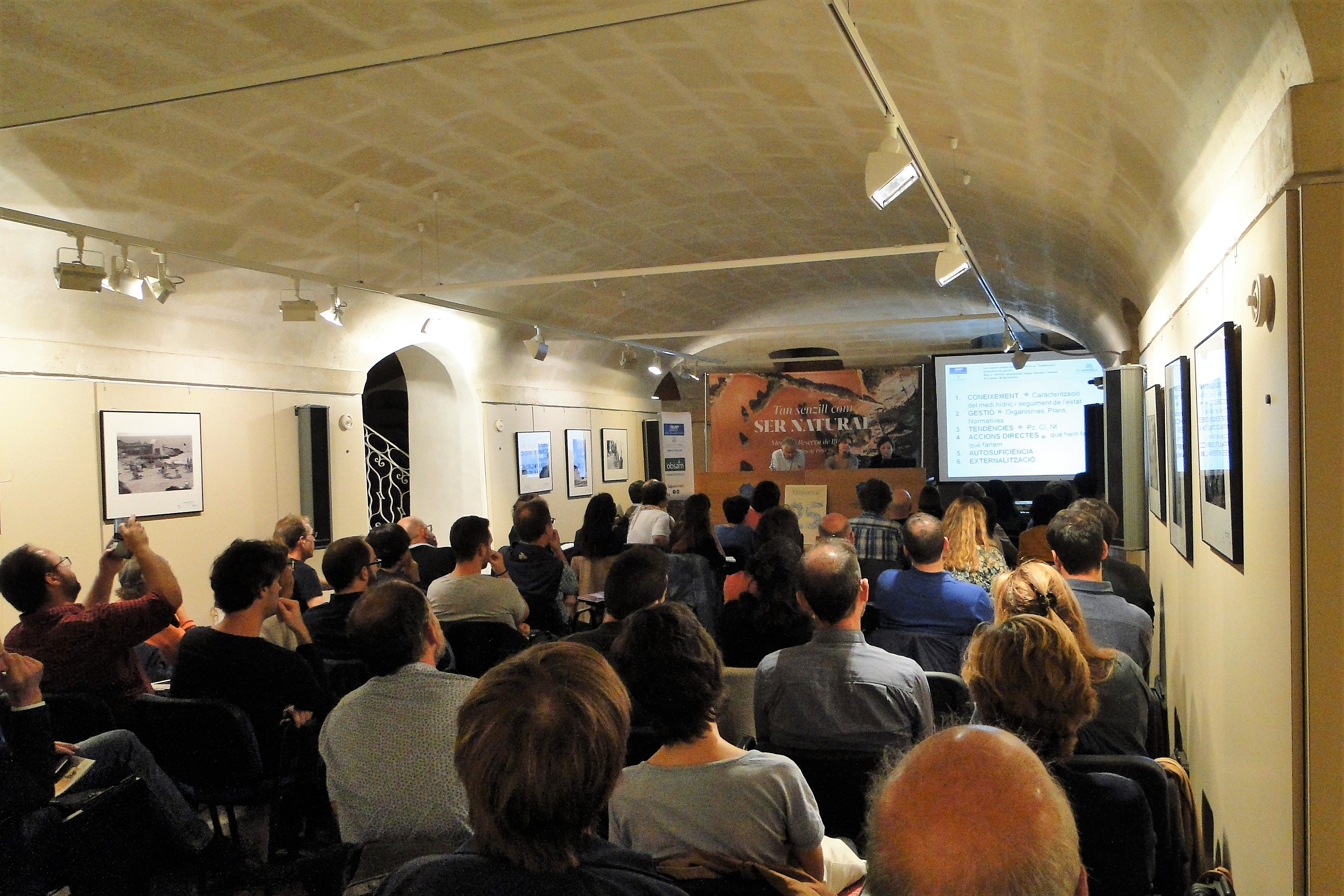
Xerrada a la sala d'actes de can Victori, seu de l'institut Menorquí d'Estudis.

Institut Menorquí d'Estudis (IME) és un organisme autònom local del Consell Insular de Menorca creat l'any 1985 per a fomentar i divulgar la cultura i els treballs d'investigació a l'illa de Menorca. Per a complir els objectius compta amb cinc seccions (Ciències naturals, Ciències socials, Ciència i tècnica, Història i arqueologia, i Llengua i literatura), l'Observatori Socioambiental de Menorca (OBSAM). El president de l'IME és el president del Consell Insular de Menorca o la persona a qui delegui aquest càrrec. L'entitat està gestionada per un Consell Rector constituït pel president de l'IME, el president del seu Consell Científic, el seu coordinador científic, els cinc caps de secció, l'interventor i el secretari general del Consell Insular de Menorca. El físic Josep Miquel Vidal Hernández (1939-2013) va ser coordinador científic de l'IME des de la fundació d'aquesta entitat fins a l'any 2013. Josefina Salord i Ripoll el va succeir en el càrrec des del 2013 fins a l'any 2020. Des d'aleshores, la coordinadora científica és la física Marta Jordi Taltavull.
L'IME publica diverses col·leccions: Capcer (clàssics de la cultura menorquina), Cova de Pala (recerca històrica), Petit Format (divulgació en tots els àmbits), Recerca (investigació científica i actes de jornades), i Xibau (poesia). També edita diverses revistes: Revista de Menorca, Papers, Randa i Meloussa. A més, participa amb altres entitats en la coedició d'obres diverses. També organitza cursos i jornades d'estudi i congressos, entre els quals destaca l'organització anual de l'Escola de Salut Pública de Menorca, la Universitat Internacional Menorca Illa del Rei (UIMIR) i les Trobades Científiques de la Mediterrània.